# Jesper Tolinsson
Jesper Mikael Tolinsson, född 28 februari 2003, är en svensk fotbollsspelare som spelar för belgiska Lommel SK.

## Karriär
Tolinssons moderklubb är Tuve IF. Som 12-åring gick han till IFK Göteborg. Tolinsson tävlingsdebuterade den 7 mars 2020 i en 1–1-match mot IK Sirius i Svenska cupen. I juni 2020 skrev han på sitt första A-lagskontrakt, ett kontrakt fram till sommaren 2023. Den 18 juni 2020 gjorde Tolinsson allsvensk debut i en 2–1-vinst över Varbergs BoIS, där han blev inbytt i den 26:e minuten mot André Calisir.
Den 27 oktober 2020 meddelades det att IFK Göteborg kommit överens med belgiska Lommel SK om en övergång av Tolinsson med start den 1 juli 2021.